# Veselá (district de Pelhřimov)
Pour les articles homonymes, voir Veselá.
Veselá (en allemand : Wessela) est une commune du district de Pelhřimov, dans la région de Vysočina, en République tchèque. Sa population s'élevait à 222 habitants en 2024.

## Géographie
Veselá se trouve à 7,3 km au sud-ouest de Horní Cerekev, à 12,5 km au sud de Pelhřimov, à 28 km à l'ouest-sud-ouest de Jihlava e à 103 km au sud-est de Prague.
La commune est limitée par Mezná au nord, par Pelhřimov et Bělá à l'est, par Polesí au sud et par Častrov au sud-ouest et à l'ouest.

## Histoire
La première mention écrite de la localité date de 1379.

## Transports
Par la route, Veselá se trouve à 8,5 km de Horní Cerekev, à 15 km de Pelhřimov, à 33 km de Jihlava et à 131 km de Prague.